# Премия литературных премий
Премия литературных премий (фр. prix des prix littéraires) — французская литературная премия, учреждённая в 2011.

## Создание премии
Об учреждении премии в феврале 2011 объявил Пьер Леруа, библиофил и коллекционер манускриптов, член жюри премии Медичи и один из управляющих медиагруппой Lagardère S.C.A. В мае того же года он был исключён из состава жюри премии Медичи, поскольку, по словам писателя Доминика Фернандеса, учреждение им премии, которая собирается судить другие премии, несовместимо с членством в жюри одной из них.
Скандал в «маленьком мирке больших осенних жюри» и заявление Леруа о предвзятом отношении к нему со стороны «мандаринчиков», изгнавших его из литературного «сераля», поскольку он не писатель, вызвали насмешки в прессе и подогрели интерес публики.
Премия литературных премий присуждается автору, выбранному из числа лауреатов восьми основных осенних премий:
- Большая премия Французской академии за роман
- Премия Декабрь
- Премия Фемина
- Премия Флоры
- Гонкуровская премия
- Межсоюзная премия
- Премия Медичи
- Премия Ренодо

Первым обладателем премии, вручающейся в середине декабря, стал Эммануэль Каррьер с романом «Лимонов» о жизни русского оппозиционера и либертина Эдуарда Лимонова.
В 2016 году награды удостоился историк Иван Яблонка, лауреат премии Медичи, за книгу «Летиция, или Конец людей» — размышление о судьбе 18-летней Летиции Перре, похищенной и убитой в январе 2011 года возле своего жилища в Порнике выпущенным из тюрьмы мультирецидивистом Тони Мейоном.

## Члены жюри
Жюри составлено из представителей различных областей культуры:
- Кристин Альбанель — бывший министр культуры
- Александр Бомпар, бывший теле- и радиоведущий, президент Fnac
- Мари-Лор Делорм — писательница и журналистка в Le Journal du dimanche
- Никола Деморан — один из директоров Libération, затем редактор радиостанции France Inter
- Мари Дрюкер — радио- и тележурналистка
- Пьер Лескюр — журналист и коммерсант, один из создателей Canal+
- Реми Пфлемлен (ум. 3.12.2016) — президент France Télévisions
- Оливье Пуавр д'Арвор — директор радиостанции France Culture
- Брюно Расин — президент Национальной библиотеки Франции
- Ален Себан — президент Центра Помпиду
- Ален Терзян — кинопроизводитель

Каждый год к одиннадцати постоянным членам жюри присоединяют двух молодых писателей.
Сам Леруа, директор премии, в голосовании не участвует, следуя правилу, существующему в премии Ренодо, членом жюри которой он некогда являлся.

## Лауреаты премии
- 2011 — Эммануэль Каррьер, роман «Лимонов» / Limonov (премия Ренодо)
- 2012 — Патрик Девиль, роман «Чума и Холера» / Peste et Choléra (премия Фемина)
- 2013 — Мари Даррьёсек, роман «Надо очень любить людей» / Il faut beaucoup aimer les hommes (премия Медичи)[7]
- 2014 — Элизабет Рудинеско, эссе «Зигмунд Фрейд в своё время и в наше» / Sigmund Freud en son temps et dans le nôtre (премия Декабрь)
- 2015 — Кристоф Болтански, роман «Сокрытие» / La Cache (премия Фемина)
- 2016 — Иван Яблонка, роман «Летиция, или Конец людей» / Laëtitia ou la Fin des hommes (премия Медичи)
- 2017 — Оливье Гес, роман «Исчезновение Йозефа Менгеле» / La Disparition de Josef Mengele (премия Ренодо)
- 2018 — Филипп Лансон, роман «Клочья» / Le Lambeau (премия Фемина)